# عملية أوراق الزيتون
عملية أوراق الزيتون أو هجوم البطيحة هي عملية عسكرية إسرائيلية نفذت في ليلة 11–12 ديسمبر 1955م ضد معاقل القوات السورية قرب الشواطئ الشمالية الشرقية من بحيرة طبريا.